# بويد فاغنر
بويد فاغنر (بالإنجليزية: Boyd Wagner)‏ هو طيار بطل أمريكي، ولد في 26 أكتوبر 1916 في مقاطعة كامبريا في الولايات المتحدة، وتوفي في 29 نوفمبر 1942 في مقاطعة والتون في الولايات المتحدة.